# 王鏜 (嘉靖進士)
王鏜（1505年—？），字孟聲，福建福州府侯官縣人，軍籍，明朝政治人物。同進士出身。

## 生平
嘉靖十三年（1534年）甲午科福建鄉試第六十二名舉人。嘉靖十四年（1535年）中式乙未科會試第二百二十八名，登第三甲第一百零六名進士。官吉安府同知。

## 家族
曾祖王玄；祖父王鑛，曾任署訓導事 舉人；父王介，曾任府同知。母翁氏。永感下。兄王鑒、王鎣（刑部员外郎）、王錡、王鈞。